# Amga
Az Amga (oroszul: Амга) folyó Kelet-Szibériában, az oroszországi Jakutföldön. A Léna vízrendszeréhez tartozó Aldan leghosszabb, bal oldali mellékfolyója. 
Neve az evenki ’’amnga’’ szóból származik, jelentése „szakadék, hegyszoros”.

## Földrajz
Hossza: 1462 km, vízgyűjtő területe: 69 300 km², évi közepes vízhozama: 178 m³/sec.
Az Aldan-felföld északnyugati, mocsaras részén, 800 m tengerszint feletti magasságban ered. Keskeny, mély völgyben előbb észak felé folyik, lejjebb völgye kiszélesedik, folyása lelassul. Középső és alsó szakaszán, a Léna–Amga-felföldön főfolyójával nagyjából párhuzamosan északkelet felé tart és Handiga település alatt ömlik az Aldanba. 
195 tíz km-nél hosszabb mellékfolyója van, de közülük a leghosszabb is csupán 168 km.
Esővizek és hóolvadékvizek egyaránt táplálják. Különösen nagyok tavaszi árvizei, ilyenkor vízszintje akár 7 m-t is emelkedik, de gyakran nyáron is megárad. Téli vízhozama csekély, október közepétől május közepéig befagy.

## Települések, természetvédelem
Az Amga völgye ritkán lakott terület, jelentősebb városai nincsenek. Valószínűleg ennek is köszönhető, hogy a víz tiszta, a folyó halban ma is gazdag. Felső szakasza 150 km-en át az Oljokma-folyó menti természetvédelmi területhez tartozik, annak legnehezebben megközelíthető, lényegében érintetlen része. Középső szakaszán, Amga településnél híd épült, ezen át vezet az út Jakutszk várostól az Aldan-folyó partjáig. 